# Алессандрини, Гоффредо
Гоффредо Алессандрини (итал. Goffredo Alessandrini; 9 сентября 1904, Каир — 16 мая 1978, Рим) — итальянский кинорежиссёр.

## Биография
Родился в Египте. Он начал свою режиссёрскую карьеру в Италии, работая с Алессандро Блазетти с 1928 года, которому, среди прочего ассистировал на съёмках фильма «Мать-земля» (1931) и вскоре перешёл к самостоятельным постановкам. После нескольких документальных фильмов Алессандрини дебютировал в игровом кино, сняв в 1931 году первый итальянский мюзикл «Личный секретарь».

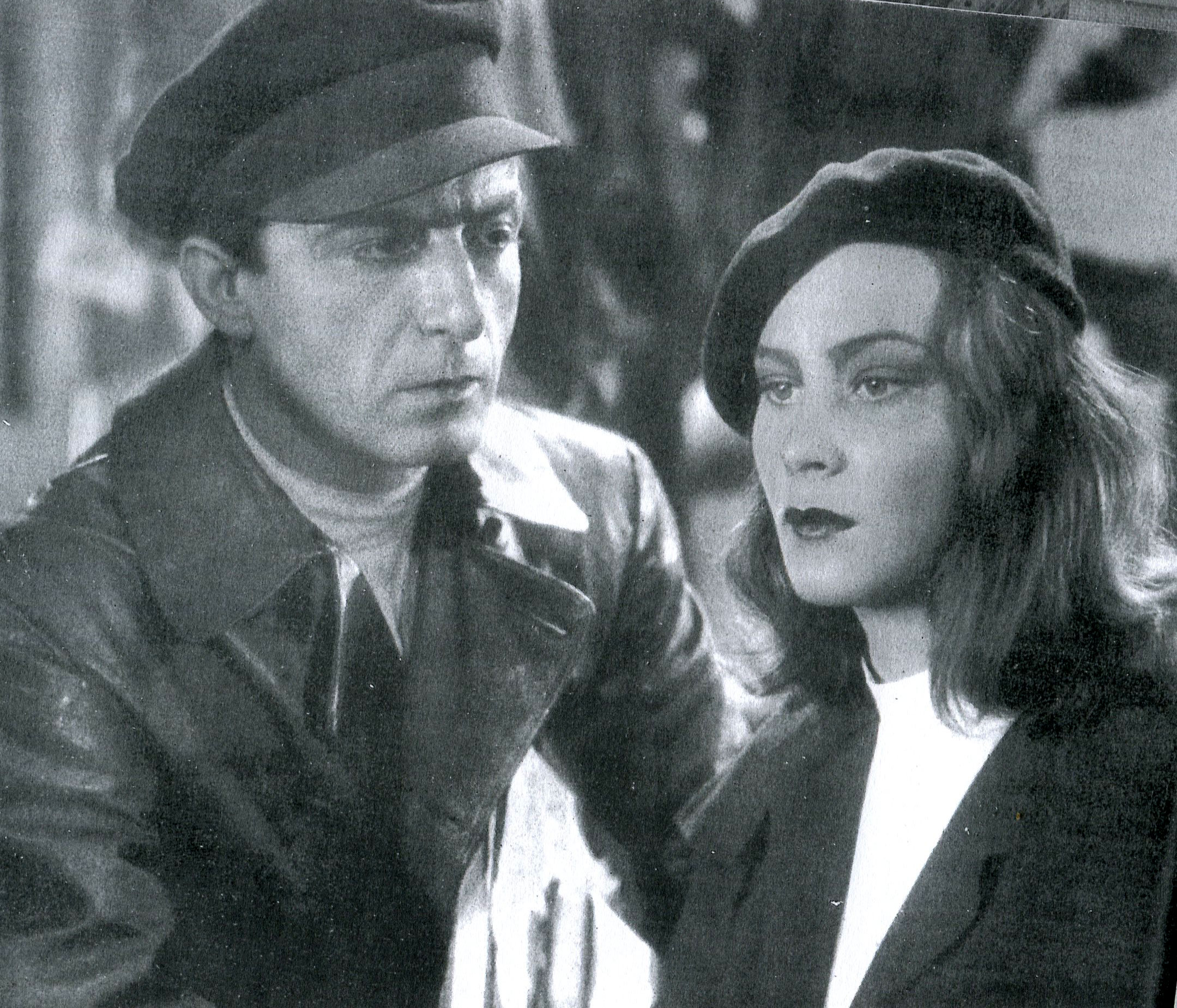
Фоско Джакетти и Алида Валли фильме «Мы — живые».

Алессандрини был одним из первых режиссёров так называемого «Кино белых телефонов» (фильмов из жизни аристократии) и одним из наиболее видных представителей официальной кинематографии муссолиниевской эпохи. В конце 30-х — начале 40-х годов ставил фильмы фашистской военной пропаганды («Кавалерия», 1936; «Пилот Лучано Серра», 1938; «Мы — живые», 1942; «Джарабуб»; 1942; «Прощай, Кира!», 1942). За фильмы «Пилот Лучано Серра» и «Кардинал Мессиас» Алессандрини был удостоен «Кубков Муссоллини» на международных кинофестивалях в Венеции (1938, 1939).
В 1935 году Алессандрини сочетался браком с актрисой Анной Маньяни, с которой у него были довольно непростые отношения и их союз оказался недолгим, однако она снялась в его фильме «Кавалерия» (1936), а спустя полтора десятилетия и уже после их развода в «Красных рубашках» (1952, фильм этот он не завершил и его доснимал тогда ещё начинающий режиссёр Франческо Рози).
В 1951 году вернулся в Египет, где снял фильм с участием Аси Норис «Амина» и вскоре уехал в Италию. На излете творческой карьеры, в 60-е годы снял несколько фильмов в Аргентине.

## Избранная фильмография
- 1931 — Личный секретарь (режиссёр и сценарист)
- 1934 — Вторая Б[итал.] (режиссёр и сценарист)
- 1934 — Дон Боско[итал.] (режиссёр и сценарист)
- 1936 — Кавалерия (режиссёр)
- 1938 — Пилот Лучано Серра[итал.] (режиссёр и сценарист) — «Кубок Муссолини» на МКФ в Венеции, 1938
- 1939 — Кардинал Мессиас[итал.] (режиссёр и сценарист) — «Кубок Муссоллини» на МКФ в Венеции, 1939
- 1941 — Проклятый художник[итал.] (режиссёр и сценарист)
- 1942 — Джарабуб[итал.] (режиссёр)
- 1942 — Мы — живые[итал.] (режиссёр и сценарист)
- 1942 — Прощай, Кира! (режиссёр и сценарист)
- 1945 — Кто видел?[итал.] (режиссёр)
- 1947 — Ярость[итал.] (режиссёр и сценарист)
- 1948 — Еврей-бродяга[итал.] (режиссёр и сценарист)
- 1951 — Амина (режиссёр)
- 1952 — Красные рубашки /Camicie rosse (режиссёр, фильм не был им завершён, заканчивал работу над проектом Франческо Рози)
- 1953 — Дочь полка (художественный руководитель проекта, режиссёр — Геза фон Больвари
- 1957 — Любовники пустыни[итал.] (режиссёр, совместно с четырьмя др. режиссёрами)
- 1962 — Mate Cosido (режиссёр)

## Награды
- 1938 — «Кубок Муссолини» на международном кинофестивале в Венеции за фильм «Пилот Лучано Серра»
- 1939 — «Кубок Муссолини» на международном кинофестивале в Венеции «за лучший фильм» «Кардинал Мессиас»